# 邸下
邸下（韓語：저하）是高麗受元朝侵略之後至朝鮮王朝時代對王世子和王世孫的敬稱（王世孫也稱為閣下），所谓的「邸」者，在《說文解字》中的解释是：「邸。屬國舍。从邑氐聲。」，指的是貴族的家舍；而「下」者則指家舍外的侍從或護衛。與殿下同理，原是對家舍外侍從的稱呼，請其代為轉達的意思，後轉為對世子本人的尊稱。
明太祖即位後，遣使諭告天下，高麗國王恭愍王也遣使上表恭賀，并請求封號，故明太祖于洪武三年冊封其為「高麗國王」，谥为「恭愍王」，当时的朝鮮成为明朝的附屬国，國王不以陛下敬称，改称为殿下，王世子的敬称也就相应的降格。这个称谓是在中国、日本、越南以及琉球都不曾出現的。

## 另見
- 陛下
- 殿下
- 阁下

## 脚注
1. ↑  『朝鮮王朝実録』英祖実録四十二年四十二年九月己巳

豐豫之會宜思挹損之節安樂之地當有危厲之慮伏願益懋中和之德以爲祈永之本臣又伏覩世孫邸下德宇已成閱理已熟宴安之戒不可不愼喩敎之方比前尤急

『朝鮮王朝実録』仁祖実録二十七年二十七年二月戊申

領議政金自點左議政李景奭右議政鄭太和以爲王世孫稱號旣無可據前規不得不義起以定稱以閣下似當上命依議施行
2. ↑  .   [2010-07-08].[]